# سینه‌چروکان
چُروک‌سینگان (نام علمی: Sternoptychidae) نام یک تیره از راسته اژدهاماهی‌سانان است. به این خانواده از ماهیان، تبرماهیان ژرفازی هم می‌گویند.